# Order of Luthuli
Der Order of Luthuli (deutsch Luthuli-Orden) ist ein südafrikanischer Verdienstorden, der seit 2003 vom südafrikanischen Präsidenten an Bürger des Landes verliehen wird. Er würdigt wichtige Leistungen und Verdienste auf dem Gebiet des Bemühens um Demokratie, Nationenbildung, Menschenrechte, Gerechtigkeit, Frieden und Konfliktlösung. Typische Ordensträger sind Anti-Apartheidskämpfer vorrangig aus politischen und gewerkschaftlichen Organisationen.
Die Benennung dieser Staatsauszeichnung erfolgte nach dem ersten afrikanischen Friedensnobelpreisträger und südafrikanischen Antiapartheidskämpfer Albert John Luthuli. Der Orden verkörpert die Vision Luthulis von der vollen Teilhabe aller Menschen an der sozioökonomischen und politischen Entwicklung Südafrikas.
Der Orden besteht aus einem symbolisierten dreieckigen Feuerstein. Mit diesem Material und seiner Gestaltung soll ein grundlegendes Werkzeug prähistorischer Vorfahren zum Überleben dargestellt werden, das zur Herstellung von Kleidung aus Tierhäuten und zum Bau von Hütten diente. Auf dem Orden befinden sich sechs miteinander kombinierte Aussagen:
- der Isandlwana-Hügel, zeigt Frieden und Ruhe nach der Schlacht bei Isandhlwana im Jahr 1879,
- die südafrikanische Flagge, repräsentiert die Morgenröte der Freiheit und Demokratie,
- die Technologie, betont die Entwicklung moderner Produkte,
- die zwei Hörner, ergreifen symbolisch Partei für seine Vision eines demokratischen, nicht-rassistischen und nicht-sexistischen Südafrikas,
- das Leoparden-Muster, erinnert an die typische Kopfbedeckung von Albert Luthuli,
- das Perlenmuster, symbolisiert die Schönheit Afrikas, und der afrikanische Stier soll die Stärke und den Wohlstand der Menschen in Afrika darstellen.

## Ordensklassen
Der Luthuli-Orden wird in drei Klassen verliehen:
- in Gold (OLG),
- in Silber (OLS),
- in Bronze (OLB).

Alle drei Klassen tragen die jeweils Ausgezeichneten als Medaille um den Hals. Ferner gibt es einen verkleinerte Ausgabe am Band und eine Reversnadel.
Ruth First erhielt den Orden zwei Mal, 2006 in Silber und 2014 in Gold. 

## Bekannte Ordensträger
| Jahr | Träger                                 | Klasse |
| ---- | -------------------------------------- | ------ |
| 2003 | Alfred Baphethuxolo Nzo, postum        | OLG    |
| 2003 | Amb John K Nkadimeng                   | OLG    |
| 2003 | Archie Gumede, postum                  | OLS    |
| 2003 | Albert Nolan                           | OLS    |
| 2004 | Zachariah Keodirelang Matthews, postum | OLG    |
| 2004 | Sol Plaatje, postum                    | OLG    |
| 2004 | Thomas Nkobi, postum                   | OLG    |
| 2004 | Hilda Bernstein                        | OLS    |
| 2004 | Joe Nhlanhla                           | OLS    |
| 2004 | Reginald „Reggie“ September            | OLS    |
| 2005 | John Langalibalele Dube, postum        | OLG    |
| 2005 | Abdullah Mohamed Omar, postum          | OLS    |
| 2005 | Isaac Bangani Tabata, postum           | OLG    |
| 2005 | Anton Muziwakhe Lembede, postum        | OLG    |
| 2006 | Ruth First, postum                     | OLS    |
| 2006 | Pixley ka Isaka Seme, postum           | OLG    |
| 2006 | Albie Sachs                            | OLS    |
| 2006 | John Tengo Jabavu, postum              | OLG    |
| 2006 | Victoria Mxenge, postum                | OLS    |
| 2006 | Griffiths Mxenge, postum               | OLS    |
| 2007 | Gert Shadrack Sibande, postum          | OLG    |
| 2007 | Gagathura Mohambry Naicker, postum     | OLS    |
| 2008 | Robert Resha, postum                   | OLG    |
| 2008 | James Arthur Calata, postum            | OLG    |
| 2008 | Walter Benson Rubusana, postum         | OLG    |
| 2009 | Denis Goldberg                         | OLS    |
| 2009 | Jacqueline Daane-van Rensburg          | OLB    |
| 2009 | Brian Bunting, postum                  | OLS    |
| 2010 | Stephen Dlamini                        | OLG    |
| 2010 | Dorothy Cleminshaw                     | OLS    |
| 2010 | Sonia Bunting, postum                  | OLS    |
| 2011 | Lionel „Rusty“ Bernstein, postum       | OLG    |
| 2011 | Ismael Chota Meer, postum              | OLS    |
| 2011 | Tsietsi Mashinini                      | OLB    |
| 2011 | Florence Elizabeth Mnumzana            | OLS    |
| 2011 | Matsobane Morris Matsemela             | OLS    |
| 2011 | Nelson Diale                           | OLS    |
| 2011 | Violet Sarah Matlou                    | OLB    |
| 2012 | Zaccheus Richard Mahabane, postum      | OLG    |
| 2012 | James Moroka, postum                   | OLG    |
| 2012 | Josiah Tshangana Gumede, postum        | OLG    |
| 2012 | Peter Mokaba, postum                   | OLS    |
| 2013 | Nkosazana Dlamini-Zuma                 | OLG    |
| 2013 | Neville Alexander, postum              | OLS    |
| 2014 | Ruth First, postum                     | OLG    |
| 2014 | Frances Baard, postum                  | OLG    |
| 2014 | Bob Hepple                             | OLG    |
| 2014 | Popo Molefe                            | OLS    |
| 2014 | Arthur Letele                          | OLS    |
| 2016 | Winnie Madikizela-Mandela              | OLS    |
| 2016 | Mac Maharaj                            | OLS    |
| 2017 | Fatima Meer                            | OLS    |